# ジェイソン・プライディ
ジェイソン・オービル・プライディ（Jason Orville Pridie , 1983年10月9日 - ）は、アメリカ合衆国アリゾナ州フェニックス出身の元プロ野球選手（外野手）。右投左打。

## 経歴

### プロ入りとデビルレイズ傘下時代
2002年のMLBドラフト2巡目（全体43位）でタンパベイ・デビルレイズから指名され、プロ入り。この年は傘下のアパラチアンリーグのルーキー級プリンストン・デビルレイズとA-級ハドソンバレー・レネゲーズでプレーし、2球団合計で75試合に出場して打率.366・8本塁打・34打点・13盗塁の成績を残した。
2003年はA級チャールストン・リバードッグスでプレーし、128試合に出場して打率.260・7本塁打・48打点・26盗塁の成績を残した。
2004年もA級チャールストンでプレーし、128試合に出場して打率.276・17本塁打・86打点・17盗塁の成績を残した。
2005年はA+級バイセイリア・オークスとAA級モンゴメリー・ビスケッツでプレーし、2球団合計で29試合に出場して打率.219・3本塁打・8打点・5盗塁の成績を残した。
2006年はAA級モンゴメリーでプレーし、132試合に出場して打率.230・5本塁打・34打点・16盗塁の成績を残した。
2007年はAA級モンゴメリーとAAA級ダーラム・ブルズでプレーし、2球団合計で134試合に出場して打率.303・14本塁打・66打点・26盗塁の成績を残した。

### ツインズ時代
2007年11月28日にマット・ガーザ、ジェイソン・バートレットらとの3対3のトレードで、デルモン・ヤング、ブレンダン・ハリスとともにミネソタ・ツインズへ移籍。
2008年は傘下のAAA級ロチェスター・レッドウイングスで131試合に出場し、打率.265・13本塁打・61打点・25盗塁の成績を残した。9月3日のトロント・ブルージェイズ戦でメジャーデビューを果たす。この年メジャーでは10試合に出場して4打数無安打だった。
2009年は主にAAA級ロチェスターでプレーし、121試合に出場して打率.265・9本塁打・53打点・25盗塁の成績を残した。この年メジャーでは1試合に出場（打席なし）しただけだった。

### メッツ時代
2010年2月9日にウェイバーでニューヨーク・メッツへ移籍した。この年はメジャーでの出場は無く、主に傘下のAAA級バッファロー・バイソンズでプレーした。
2011年は控え外野手としてメジャーに定着。101試合に出場して打率.231・4本塁打・20打点・7盗塁の成績を残した。オフにFAとなった。

### フィリーズ時代
2011年11月15日にオークランド・アスレチックスとマイナー契約を結んだが、2012年3月9日に薬物検査で陽性反応を示した事が判明し、50試合の出場停止処分を受けた。アスレチックス傘下でのプレーは無いまま6月4日にFAとなった。
その後、6月15日にフィラデルフィア・フィリーズとマイナー契約を結んだ。主に傘下のAAA級リーハイバレー・アイアンピッグスでプレーし、49試合に出場して打率.298・5本塁打・22打点・4盗塁の成績を残した。メジャーでは9試合に出場して打率.300・1本塁打・3打点の成績を残した。

### オリオールズ時代
2012年11月6日にボルチモア・オリオールズとマイナー契約を結んだ。2013年は主に傘下のAAA級ノーフォーク・タイズでプレーし、119試合に出場して打率.269・15本塁打・57打点・8盗塁の成績を残した。メジャーでは4試合に出場して打率.200・1打点の成績を残した。

### ロッキーズ時代
2012年12月5日にコロラド・ロッキーズとマイナー契約を結んだ。2014年は主に傘下のAAA級コロラドスプリングス・スカイソックスでプレーし、108試合に出場して打率.278・12本塁打・51打点・28盗塁の成績を残した。メジャーでは2試合に出場して4打数無安打だった。

### アスレチックス時代
2015年1月11日にアスレチックスとマイナー契約を結んだ。この年は主に傘下のAAA級ナッシュビル・サウンズでプレー。127試合に出場し打率.310・20本塁打・89打点の成績を残した。メジャーでは6試合に出場して9打数無安打だった。

### 広島時代
2015年11月20日、広島東洋カープとの契約が合意に達したと発表された。
2016年は開幕二軍スタートとなった。チームが中盤から外国人枠を投手3、野手1で起用し、野手もブラッド・エルドレッドとエクトル・ルナが結果を出したため、一度も一軍昇格を果たせないままシーズンを終え、9月27日に球団から帰国が発表された。12月2日、自由契約公示された。

### ダイヤモンドバックス傘下時代
2016年12月9日にアリゾナ・ダイヤモンドバックスとマイナー契約を結び、2017年のスプリングトレーニングに招待選手として参加することになった。

### メキシカンリーグ時代
2017年5月7日にメキシカンリーグのプエブラ・パロッツと契約した。2試合のみの出場で、5月15日にリリースされた。

## 詳細情報

### 年度別打撃成績
| 年 度     | 球 団     | 試 合 | 打 席 | 打 数 | 得 点 | 安 打 | 二 塁 打 | 三 塁 打 | 本 塁 打 | 塁 打 | 打 点 | 盗 塁 | 盗 塁 死 | 犠 打 | 犠 飛 | 四 球 | 敬 遠 | 死 球 | 三 振 | 併 殺 打 | 打 率 | 出 塁 率 | 長 打 率 | O P S |
| --------- | --------- | ----- | ----- | ----- | ----- | ----- | -------- | -------- | -------- | ----- | ----- | ----- | -------- | ----- | ----- | ----- | ----- | ----- | ----- | -------- | ----- | -------- | -------- | ----- |
| 2008      | MIN       | 10    | 6     | 4     | 3     | 0     | 0        | 0        | 0        | 0     | 0     | 0     | 0        | 1     | 0     | 1     | 0     | 0     | 1     | 0        | .000  | .200     | .000     | .200  |
| 2009      | MIN       | 1     | 0     | 0     | 0     | 0     | 0        | 0        | 0        | 0     | 0     | 0     | 0        | 0     | 0     | 0     | 0     | 0     | 0     | 0        | ----  | ----     | ----     | ----  |
| 2011      | NYM       | 101   | 236   | 208   | 28    | 48    | 11       | 3        | 4        | 77    | 20    | 7     | 1        | 3     | 1     | 24    | 2     | 0     | 64    | 2        | .231  | .309     | .370     | .679  |
| 2012      | PHI       | 9     | 10    | 10    | 1     | 3     | 1        | 0        | 1        | 7     | 3     | 0     | 0        | 0     | 0     | 0     | 0     | 0     | 0     | 0        | .300  | .300     | .700     | 1.000 |
| 2013      | BAL       | 4     | 10    | 10    | 0     | 2     | 0        | 0        | 0        | 2     | 1     | 0     | 0        | 0     | 0     | 0     | 0     | 0     | 2     | 0        | .200  | .200     | .200     | .400  |
| 2014      | COL       | 2     | 4     | 4     | 1     | 0     | 0        | 0        | 0        | 0     | 0     | 0     | 0        | 0     | 0     | 0     | 0     | 0     | 2     | 0        | .000  | .000     | .000     | .000  |
| 2015      | OAK       | 6     | 10    | 9     | 0     | 0     | 0        | 0        | 0        | 0     | 0     | 0     | 0        | 0     | 0     | 1     | 0     | 0     | 4     | 0        | .000  | .100     | .000     | .100  |
| 通算：7年 | 通算：7年 | 133   | 276   | 245   | 33    | 53    | 12       | 3        | 5        | 86    | 24    | 7     | 1        | 4     | 1     | 26    | 2     | 0     | 73    | 2        | .216  | .290     | .351     | .641  |

### NPB記録
- 一軍公式戦出場なし

### 背番号
- 11 （2008年 - 2009年）
- 20 （2011年）
- 16 （2012年）
- 24 （2013年）
- 26 （2014年）
- 7 （2015年）
- 13 （2016年）